# Penelope Tree
Penelope Tree (New York, 2 dicembre 1949) è una supermodella statunitense.

## Famiglia
Nata a New York in una ricca famiglia di origine inglese dell'Upper East Side, dove il padre Ronald Tree è un giornalista ed ex deputato, mentre la madre Marietta Tree è un'attivista politica statunitense e regina dei salotti di New York.
Penelope Tree è pronipote di Marshall Field, fondatore dei grandi magazzini  Marshall Field and Company di Chicago, del Reverendo Endicott Peabody, famoso educatore,  e dell'ex governatore del Massachusetts Endicott Peabody.
Penelope è anche sorellastra dell'autrice Frances FitzGerald, famosa per aver scritto molti libri sulla Guerra del Vietnam.

## Vita e carriera
La sua famiglia contestò molto la sua decisione di fare la modella e, quando a 13 anni Diane Arbus la ritrasse in una delle sue fotografie, suo padre giurò di citarla in giudizio.
La prima apparizione pubblica e mondiale di Penelope Tree fu al ballo Bianco e Nero che organizzò Truman Capote, dove indossò una corta tunica nera che svelava parti del ventre su shorts neri.  I famosi fotografi intervenuti (Cecil Beaton e Dick Avedon)  la lanciarono come icona Pop.
Quando suo padre cedette, Penelope si trasferì a Londra nel pieno della rivoluzione dei costumi; qui iniziò a lavorare con vari fotografi, Cecil Beaton, Richard Avedon e infine David Bailey che con suo stile egiziano la rese una delle top model di quegli anni.
Nel 1967, insieme a David Bailey, diventato nel mentre il suo fidanzato, si trasferì a Primrose Hill a Nord di Londra che in breve tempo divenne un luogo di raduno per Hippy.
Quando fu chiesto a John Lennon di descrivere in tre parole la modella, lui rispose "hot, hot, hot, smart, smart, smart!" letteralmente "sexy, sexy, sexy, intelligente, intelligente, intelligente!".
Insieme ai Beatles, Twiggy, Veruschka e ai Rolling Stones, è un personaggio di spicco nella Swinging London.
Penelope Tree finisce la sua carriera nel 1970 a causa di un acne tardivo; nel 1972 viene arrestata per possesso di cocaina e nel 1974 termina la sua relazione con David Bailey, cosicché lei si trasferisce a Sydney.
È stata sposata una sola volta con il musicista Sudafricano Ricky Fataar membro dei the Flames , The Rutles e dei Beach Boys; con lui ha avuto una figlia, Paloma Fataar Tree. Successivamente ha avuto un rapporto con Stuart McFarlane, psicoanalista australiano, dal quale ha avuto un secondo figlio, Michael McFarlane.
Penelope Tree è la presidentessa dell'associazione  Lotus Outreach, ente di beneficenza che si occupa di aiutare la popolazione della Cambogia.